# Superhuman
Superhuman je drugi studijski album slovenske indie rock skupine NoAir. Izšel je 23. junija 2017 2017 v samozaložbi. V časopisu Delo je bil predstavljen kot album tedna.
Naslov albuma pojasnjuje skupina takole: »Po treh letih "eksistencializma" [sklic na album Existential] smo nadgradili svoj človeški subjekt. Ni več žrtev socialne mašinerije, temveč je postal stroj. Zdaj se lahko spoprime z vsem. In tako si je prislužil nov status: superčlovek [ang. superhuman].«

## Kritični odziv
Za Mladino je Veljko Njegovan v recenziji zapisal: "Na novi plošči Superhuman je čutiti svojevrsten napredek v glasbenem izrazu, predvsem v tehnološkem smislu, kar kaže na pozitiven razvoj." Na portalu Muzikobala pa je zunanji novinar Boris Bradač rekel: "NoAir so z drugo ploščo še bolj prepričljivi, ne bom rekel, da so bolj zreli, ker to ni nobena kategorija, ki bi kaj veljala. Nasprotno, upam da bodo vedno ohranili tisto mladostniško nesigurnost in občutljivost." Kasneje se je Bradač označil za oboževalca skupine in izrazil svoj pomislek o objektivnosti svoje recenzije, zato je album še enkrat ocenil Samo Turk, ki je album ocenil s 5 zvezdicami s konsenzom: "Kratek in fokusiran izdelek, ki so si ga privoščili ustvariti Noair, zlepa ne bo ostal neopažen (kolikor je sploh še možno ustvariti opazen izdelek v glasbenem okolju, kjer je količina popitega piva večji faktor kot sama glasba)."
Na spletnem portalu Rockline je Aleš Podbrežnik v svoji recenziji rekel: "Izredno lep in vsebinsko detajlno zloščen indie rock album, na katerem se Noair predstavljajo kot suverena glasbena entiteta, jasnega fokusa in glasbene vizije. Na tem albumu je skupina definirala svoj lastni avtorski artizem, ki dostavlja visoko inteligenten izdelek, na katerem je kup filigranskih zvočnih fines okusnega eksperimentiranja, ki nikdar ne zapade v ekscese čudaštva, s čimer bi se lahko porušila kompaktnost kompozicijam. Nasprotno. Noair natanko vedo, kje poteka ta razmejitev."
Izak Košir je za Odzven v pozitivni recenziji napisal: "Plata Superhuman ima specifičen avtorski pečat in komplementarno inštrumentalno podlago, kar je zagotovo občuten napredek v primerjavi s prvencem." Uvodno pesem "Holly G." je po slogu primerjal z Davidom Bowiejem in skupino Radiohead.

## Seznam pesmi
| Št.             | Naslov                 | Dolžina |
| --------------- | ---------------------- | ------- |
| 1.              | „Holly G.‟             | 3:26    |
| 2.              | „Colours‟              | 4:23    |
| 3.              | „Patterns‟             | 6:24    |
| 4.              | „Switcher‟             | 4:58    |
| 5.              | „Piece of Chess‟       | 3:41    |
| 6.              | „From a Near Distance‟ | 4:45    |
| 7.              | „Clockwork Dance‟      | 4:44    |
| 8.              | „Canvas for Thoughts‟  | 8:38    |
| Skupna dolžina: | Skupna dolžina:        | 40:59   |

## Zasedba
NoAir
- Maks Bembič — vokal, kitara
- Jaša Hedžet - Jajo — bas kitara, vokal
- Aleksander Družina — kitara
- Gregor Brajkovič - Brajko — bobni, vokal

Tehnično osebje
- Robi Bulešič — snemanje, miksanje, produkcija
- Gregor Zemljič — mastering (GZ Mastering)
- Žana Šuran — oblikovanje